# Agrotis lipara
Agrotis lipara är en fjärilsart som beskrevs av Jules Pièrre Rambur 1848. Agrotis lipara ingår i släktet Agrotis och familjen nattflyn. Inga underarter finns listade i Catalogue of Life.